# 윤노리나무
윤노리나무(Photinia villosa)는 장미과에 딸린, 잎 지는 넓은잎 떨기나무이다.

## 갤러리

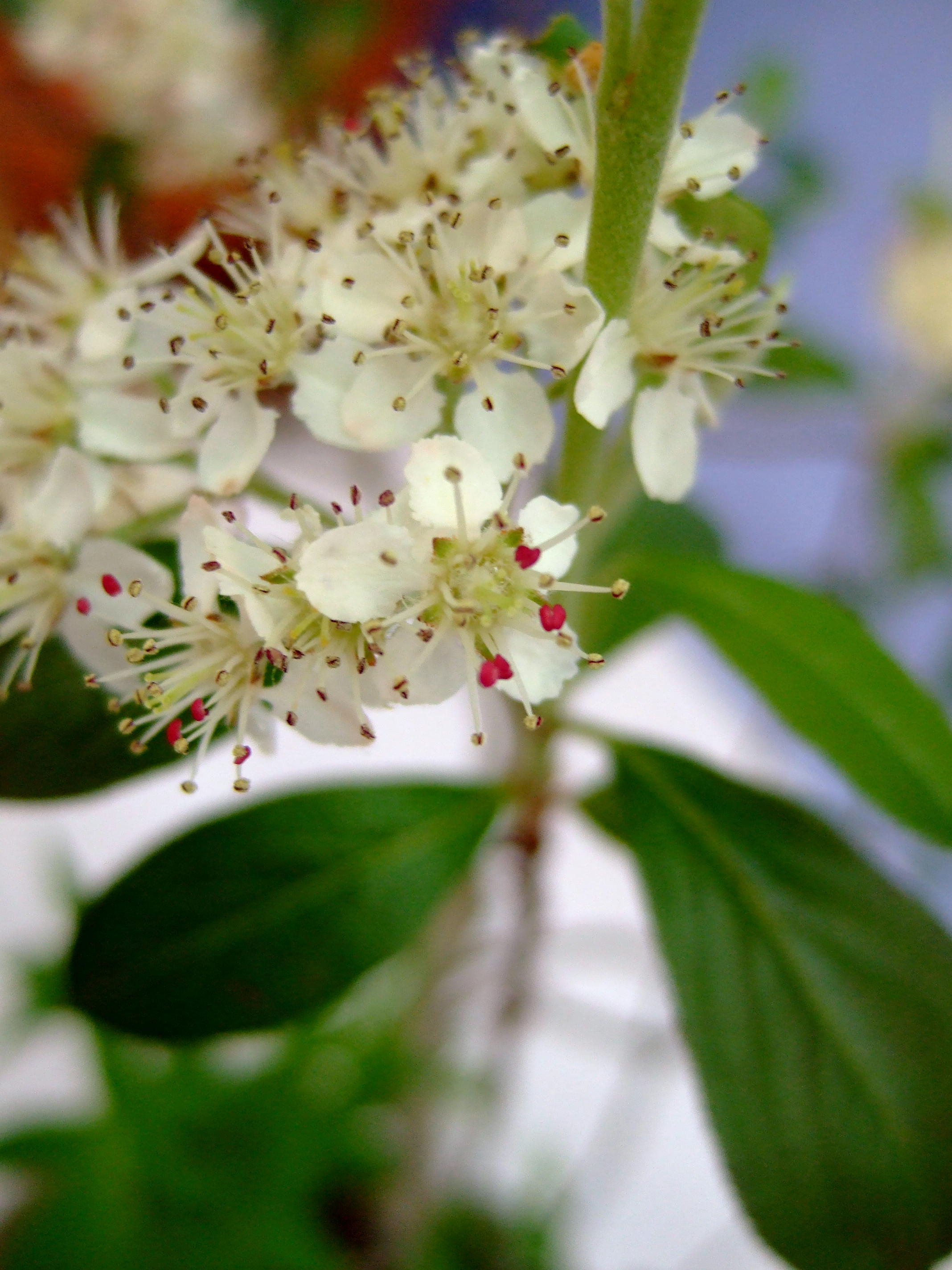
윤노리나무의 꽃
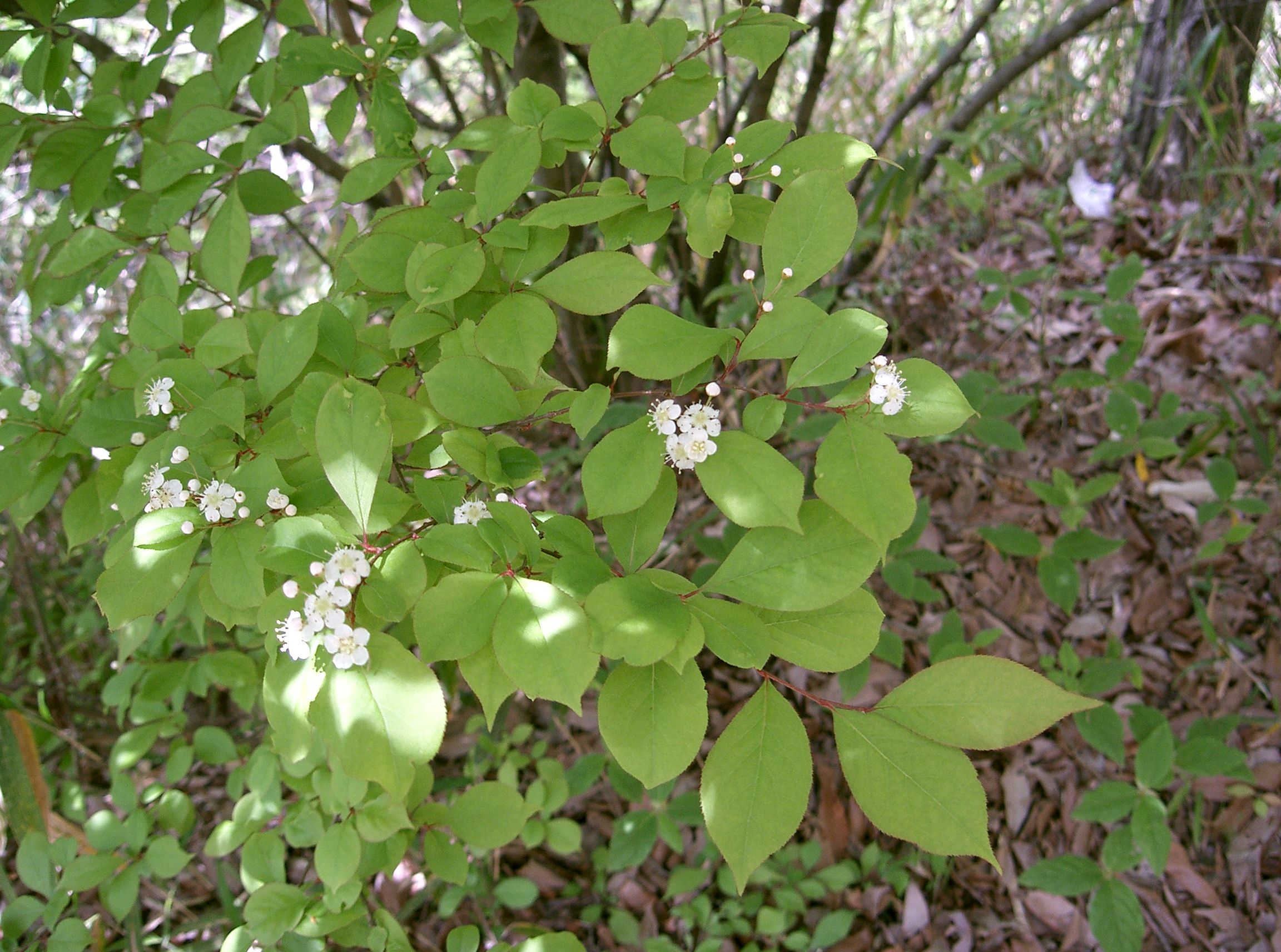
윤노리나무의 잎과 꽃
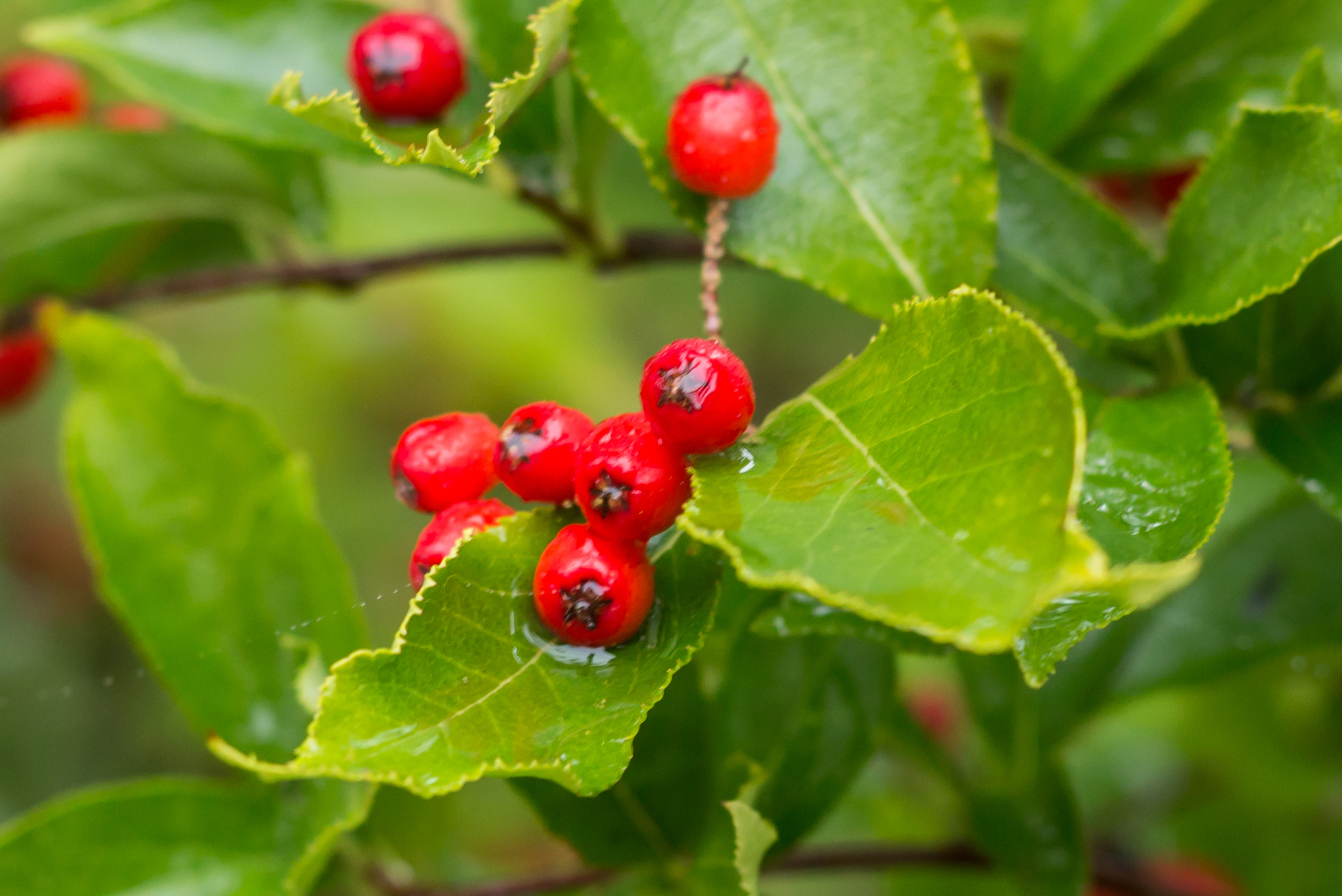
윤노리나무의 열매
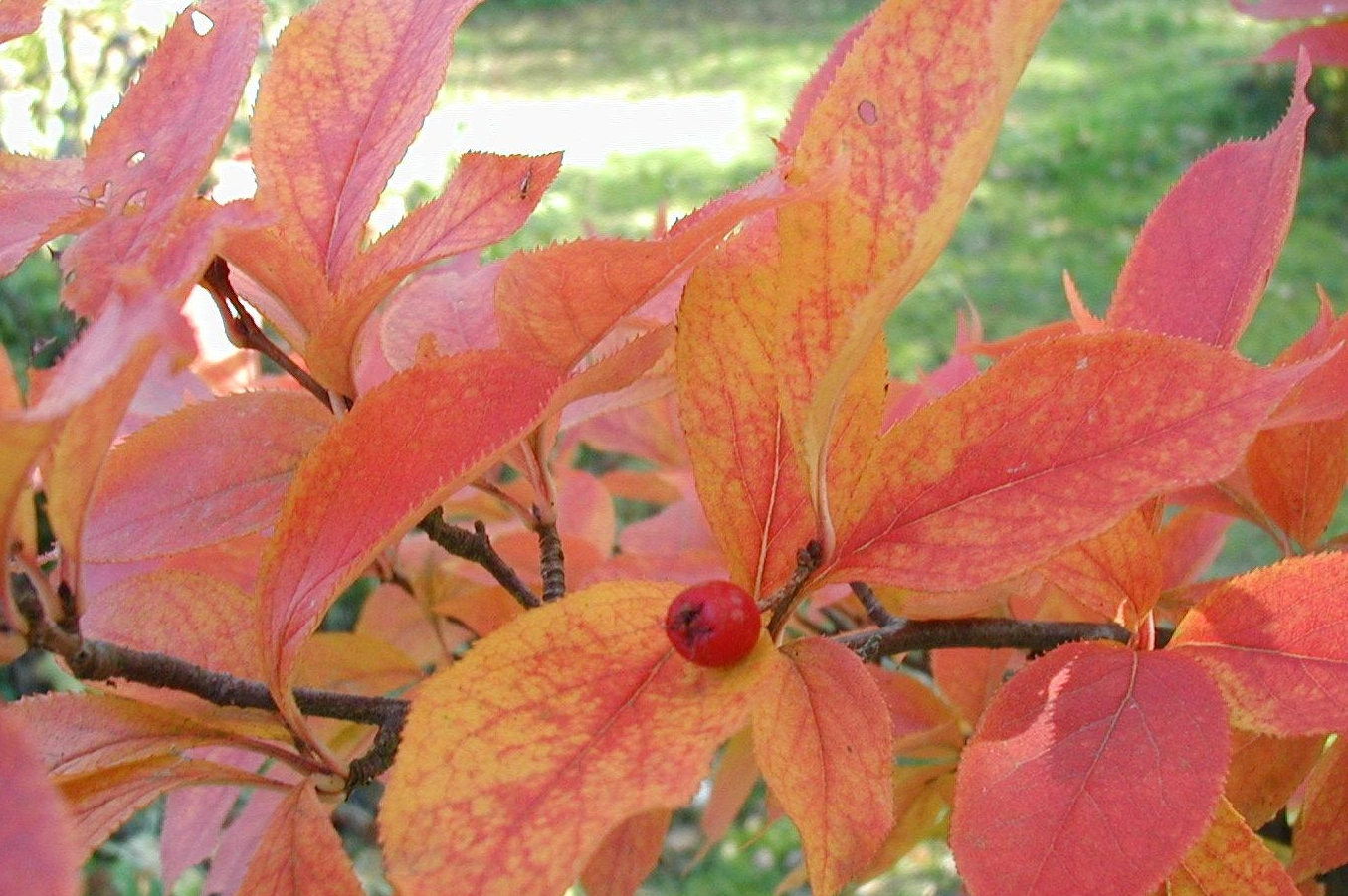
윤노리나무의 단풍
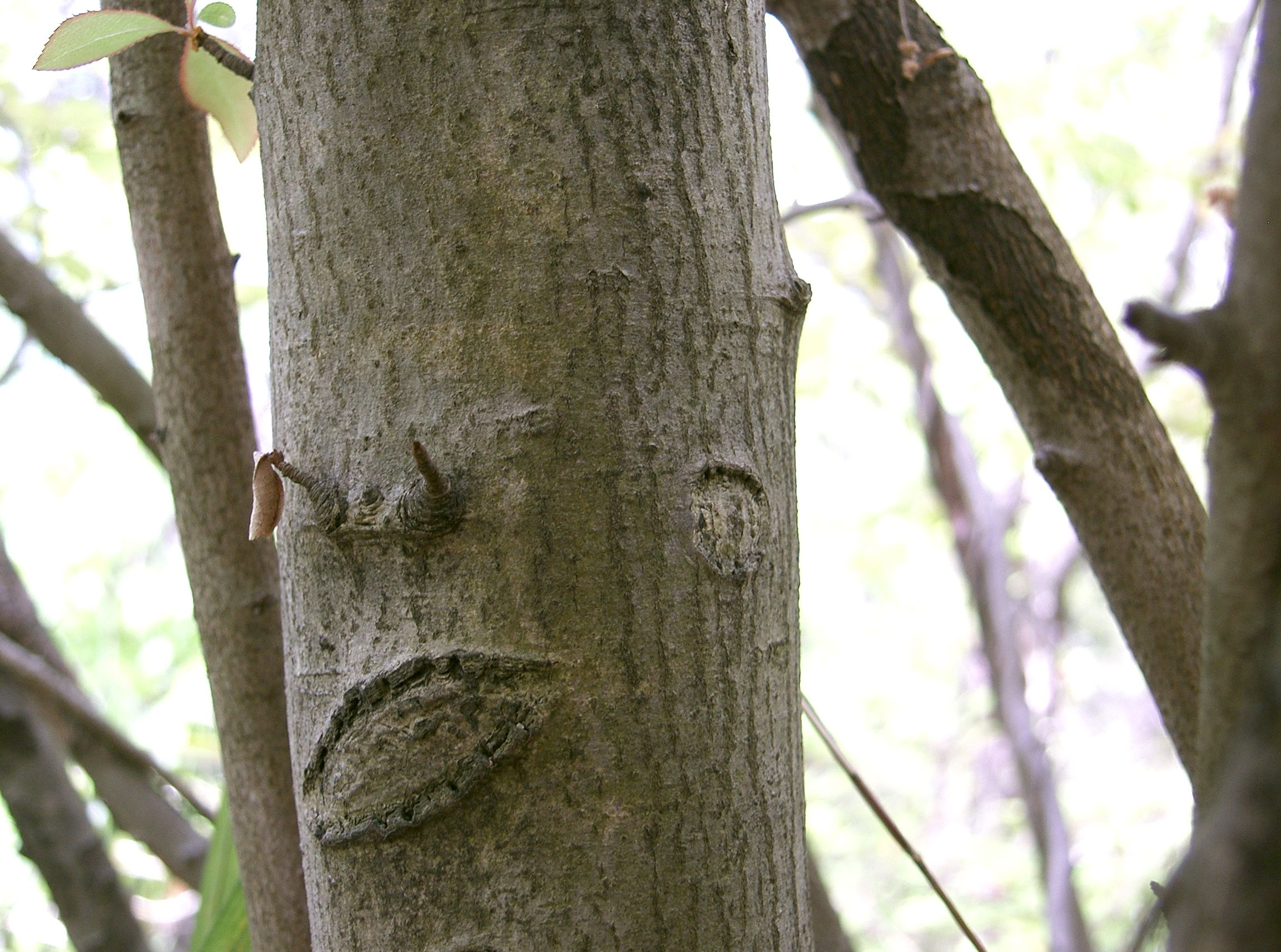
윤노리나무의 줄기